# Karjaküla
Karjaküla est un bourg situé dans la commune de Keila du comté de Harju en Estonie.
Au 31 décembre 2011, le village comptait 345 habitants.